# Ananguié (Agboville)
Pour les articles homonymes, voir Ananguié.
Ananguié est une localité située au sud-est de la Côte d'Ivoire, et appartenant au département d'Agboville, dans la région Agnéby-Tiassa. La localité d'Ananguié est un chef-lieu de commune. Le périmètre de la commune d’Ananguié englobe dans ses limites, les villages d’Aké-Ananguié, Douanier, Ességnon et les campements qui leur sont rattachés.